# José Miguel Álvarez Pozo
José Miguel Álvarez Pozo (26 novembre 1949 – L'Avana, 31 maggio 2016) è stato un cestista cubano.

## Carriera
Con Cuba ha disputato i Giochi olimpici di Monaco 1972 e due edizioni dei Campionati mondiali (1970, 1974).